# AfterDeath
AfterDeath es una película de Reino Unido de terror y ciencia ficción del año 2015 dirigida por Gez Medinger y Robin Schmidt.

## Sinopsis
Cinco jóvenes se despiertan arrojados en la playa por la marea en una noche perpetua, tras comenzar a experimentar explosiones de dolor se escabullen en una casa abandonada donde comienzan a ser atacados por una criatura demoníaca. ¿Pero por qué están ahí, acaso podría ser este el mismísimo infierno?

## Reparto
- Miranda Raison como Robyn.
- Sam Keeley como Seb.
- Daniella Kertesz como Onie.
- Elarica Gallacher como Patricia.
- Lorna Nickson Brown como Livvy.